# Гераки (Кожанско)
Гераки или Чукур Хамбар, Чукур Аба (на гръцки: Γεράκι, до 1927 година Τσικούρ Αμπά, Цикур Амба,  Τσιουκούρ Αμπάρ, Цукур Амбар) е бивше село в Гърция в дем Кожани, област Западна Македония.

## География
Селото е било разположено на 685 m надморска височина, западно от Кожани, в източните склонове на Велия.

## История

### В Османската империя
В XIX век Чукур Хамбар е турско село.
Според статистика на Серфидженския санджак на гръцкото консулство в Еласона от 1904 година в Чикур Амбар (Τσιλούρ-Αμπάρ), Кожанска каза, живеят 200 турци.

### В Гърция
През Балканската война в селото влизат гръцки части и след Междусъюзническата в 1913 година остава в Гърция. През 20-те години турското му население се изселва и на негово място са заселени гърци бежанци. В 1928 година селото е чисто бежанско и има 44 бежански семейства със 181 души. В 1927 година е прекръстено на Гераки.
На 19 март 1961 година е закрито.
| Година    | 1913 | 1920 | 1928 | 1940 | 1951 | 1961 | 1971 | 1981 | 1991 | 2001 | 2011 | 2021 |
| --------- | ---- | ---- | ---- | ---- | ---- | ---- | ---- | ---- | ---- | ---- | ---- | ---- |
| Население | 255  | 311  | 138  | 64   | 187  | 166  |      |      |      |      |      |      |